# Bobby Darin
Bobby Darin (Nova York, 14 de maig de 1936 - Los Angeles, 20 de desembre de 1973), el veritable nom del qual era Walden Robert Cassotto, va ser un dels cantants més populars i ídol d'adolescents de les dècades de 1950 i 1960.
Conegut també per la seva activitat polifacètica, va interpretar bastants gèneres musicals com el folk, country, pop i jazz, va treballar com a actor en diverses pel·lícules, i arribà a estar nominat a un Oscar el 1964.

## Biografia
Darin va néixer en el si d'una família pobra de classe treballadora del Bronx, Nova York. El seu pare provenia d'una família italiana i va desaparèixer uns pocs mesos abans que Bobby naixés. Com a resultat, la seva mare (que provenia d'una família descendent de colons anglesos i italians) es va veure forçada a demanar ajuda per cuidar el seu fill.
De petit va tenir una salut fràgil, potser per una dieta deficient i una escassa atenció mèdica. Als vuit anys, estava afectat de múltiples atacs de febre reumàtica. La malaltia el va deixar amb seriosos problemes de cor. Una vegada va sentir com el seu metge li deia a la seva mare que tindria molta sort si arribava als setze.
Bobby tenia un gran talent musical. Quan era adolescent, podia tocar diversos instruments com el piano, la bateria, i la guitarra. Més tard, va aprendre a tocar l'harmònica i el xilòfon.
Alumne destacat, amb un quocient intel·lectual de geni, Bobby es va graduar a l'escola superior Bronx High School of Science i després va anar a l'Hunter College amb una beca. El que Bobby volia realment era tenir una carrera per a actuar al teatre de Nova York. Va deixar els estudis i va començar a treballar en clubs nocturns com a cantant amb un conjunt de música. També va treballar en un centre turístic de les muntanyes de Catskill com a animador.
Bobby va triar com a nom artístic «Bobby Darin» perquè li havien dit així des de nen (alguns li deien «Waldo» com a diminutiu del seu nom real). Va escollir Darin perquè una vegada va veure un restaurant xinès anomenat "Darin Duck". El nom del restaurant era realment «Mandarin Duck», ja que s'havien fos les altres lletres.
Quan tenia 35 anys, va descobrir que qui semblava ser la seva germana era en realitat la seva mare que havia quedat embarassada molt jove. La dona de qui pensava Darin que era la seva mare era realment l'àvia. La identitat del seu pare mai li va ser revelada.

## Carrera musical
El 1956, el seu agent va signar un contracte amb Decca Records, amb què Bill Halley and his Comets havien aconseguit la fama. No obstant això, Darin com a molts altres cantants va començar cantant èxits d'altres artistes.
Quan va deixar Decca Records va signar amb Atlantic Records, en què va escriure música per a ell i per a altres artistes. Després de tres enregistraments mediocres, la seva carrera va començar a enlairar-se el 1958 quan va llançar el seu únic single de rock: «Splish Splash». Aquest es va convertir en un èxit, i es vengueren més d'un milió de còpies.
A partir de llavors, Bobby va tenir un gran èxit comercial. El 1959 va gravar «Dream Lover», una balada que va vendre diversos milions de còpies. El seu èxit posterior va ser una versió de «Mack the Knife», del clàssic de Kurt Weill, L'òpera dels tres rals, melodia que va estar com a número u en la llista de Billboard l'any 1959 prop de 8 setmanes, i aquesta, juntament amb Beyond The sea, són sens dubte les cançons més importants i representatives de Bobby Darin. Aquest últim èxit mai va ser número u, però, va vendre diversos milions de còpies i gràcies a aquesta cançó Bobby va guanyar un premi Grammy en l'edició de 1960. Bobby Darin va guanyar també el premi al millor artista revelació. És en aquesta dècada quan Darin encapçala els cartells dels casinos més importants de Las Vegas. Va tenir altres èxits que van arribar als primers llocs de les llistes de Billboard: «Splish and Splash», «Multiplication», «Things» que van tenir versions en castellà per al públic de Llatinoamèrica, amb èxits importants.
Altres cançons d'èxit en la dècada del 60 van ser I'll be there, Hello Dolly i Fly me to the moon. Darin es va dedicar també al cinema, escrivint cançons per a diverses pel·lícules en les quals actuava. La pel·lícula més important en la qual va participat va ser Come September, filmada a Itàlia, una comèdia romàntica coprotagonitzada per Rock Hudson, Gina Lollobrigida i Sandra Dee. El 1962, va guanyar un Globus d'Or pel seu paper en Pressure Point. El 1963, va ser nominat a un Oscar pel seu paper de soldat en Capità Newman M. D.

## Últims anys i mort
Bobby Darin es va casar amb Sandra Dee el 1960 i el 1961 van tenir un fill, Dodd Mitchell Darin, i es van divorciar el 1967.
També va fer incursions en la política, treballant el 1968 per a la campanya presidencial del seu amic Robert Kennedy. L'assassinat de Robert va marcar Bobby i aquest va publicar dos àlbums protesta de música folk.
A principi dels 70, va continuar actuant i gravant en estudis com Motown Records. Al gener del 1971, va ser operat per corregir les seves afeccions de cor amb les quals havia viscut des de petit.
El 1972, Darin tenia el seu propi xou a la televisió nord-americana NBC (The Bobby Darin Amusement Company) que va durar dos anys. També va continuar actuant a Las Vegas, on li administraven oxigen després de cada actuació, donada la lesió cardíaca que tenia.
Va ser ambaixador de bona voluntat de l'associació americana del cor. El 20 de desembre de 1973, Darin va morir en una operació de correcció de les vàlvules cardíaques, que pretenia corregir-li danys en la vàlvula del cor. El seu cos va ser donat a la Universitat de Califòrnia a Los Angeles per a la recerca científica.
L'estrella de Bobby Darin al Passeig de la fama de Hollywood està al número 1735 de Vine Street.
La cançó «Beyond the Sea» és cantada amb el mateix tipus d'arranjament, compassos musicals, instruments i pausa musical, pel cantant anglès Robbie Williams, quan acaba la pel·lícula Buscant Nemo, de Pixar Animation Studios, quan apareixen els crèdits de la pel·lícula.
El 2004, Kevin Spacey va protagonitzar i va dirigir Beyond The Sea, una pel·lícula que narra la vida de Bobby Darin.

## Filmografia
Filmografia:
- Shadows (1959)
- Pepe (1960)
- Come September (1961)
- Too Late Blues (1962)
- State Fair (1962)
- Hell Is for Heroes (1962)
- If a Man Answers (1962)
- Pressure Point (1962)
- Capità Newman, M.D. (1963)
- That Funny Feeling (1965)
- Gunfight in Abilene (1967)
- Stranger in the House (1967)
- The Happy Ending (1969)
- Happy Mother's Day, Love George (1973)

## Guardons
- 1959: Grammy al millor nou artista